# Пилипенко, Дарья Сергеевна
Дарья Сергеевна Пилипенко (до замужества — Чикризова) (род. 9 июня 1990 года, Горький) — российская волейболистка, либеро. Бронзовый призёр Кубка мира 2019 года.

## Биография
Дарья Сергеевна Чикризова родилась 9 июня 1990 года в Горьком. Начала заниматься волейболом в Нижнем Новгороде, затем в 14 лет Дарья переехала в подмосковный спортивный интернат.
В 2007 году в составе юниорской сборной России стала бронзовым призёром чемпионата мира среди девушек.
В 2012 году окончила кафедру стратегического управления Белгородского государственного технологического университета.
В феврале 2015 года вышла замуж за тренера Захара Пилипенко.
Выступала за команды «Университет-Белогорье» (2008—2009), «Факел» (2010—2011), «Динамо (Москва)» (2011—2014), «Уфимочка-УГНТУ» (2014), «Северянка» (2009—2010, 2014—2018), «Динамо-Метар» (2018—2019).
С 2019 по 2021 год играла за команду «Уралочка-НТМК».
В 2019 году вошла в состав сборной России для участия в Лиге наций.

### Клубная карьера
- 2008—2009 —  «Университет-Белогорье» (Белгород);
- 2009—2010 —  «Северсталь» (Череповец);
- 2010—2011 —  «Факел» (Новый Уренгой);
- 2011—2014 —  «Динамо» (Москва);
- 2014 —  «Уфимочка-УГНТУ» (Уфа);
- 2014—2018 —  «Северянка» (Череповец);
- 2018—2019 —  «Динамо-Метар» (Челябинск);
- 2019—2021 —  «Уралочка-НТМК» (Свердловская область);
- с 2021 —  «Енисей» (Красноярск).

## Достижения

### Со сборной
- Бронзовый призёр Кубка мира 2019

### С клубами
- Трёхкратный серебряный призёр чемпионатов России (2012, 2013, 2014)
- Бронзовый призёр чемпионата России (2020)
- Обладатель Кубка России 2011